# Romola
Romola (1862–63) é um romance histórico de George Eliot que se passa no século XV. É um estudo profundo da vida na cidade de Florença de um ponto de vista intelectual, artístico, religioso e social e uma tentativa de reabilitar o gênero. Apareceu primeiramente em quatorze partes, primeiramente publicadas na Cornhill Magazine de julho de 1862 a agosto de 1863. A história tem lugar em meio a eventos do Renascimento italiano, e inclui inúmeras figuras notáveis da história de Florença.

## Enredo
A história do romance gira em torno da protagonista que dá nome ao livro, Romola, uma linda jovem que não se conforma com as regras impostas às mulheres dentro da instituição do casamento em uma sociedade patriarcal ambientada na Florença medieval. Assim como em outros romances de George Eliot, a personagem principal é caracterizada como uma mulher que não se limita aos papéis de gênero idealizados na época, e que possui um grande senso de justiça e humanidade. Além disso, a autora destaca em sua obra a importância dos laços de afeto nos relacionamentos entre pais e filhos.
Romola de’ Bardi, que sofreu com a perda da mãe ainda na infância, vive apenas com seu pai, Bardo de’ Bardi, e se dedica à ajudá-lo em seus projetos intelectuais. Seu pai, porém, compartilha da ideia de que as mulheres seriam intelectualmente inferiores aos homens e, mesmo com o esforço de Romola, não a considera eficiente o bastante. Ao conhecer Tito Melema, um homem que parece ser muito atencioso e preocupado com ela e com seu pai, Romola investe suas energias em prol do casamento com o rapaz. Porém, após o matrimônio, Tito se revela um homem egoísta e traidor. Por conta da falta de modelos femininos à sua volta, Romola se espelha e idealiza figuras masculinas como o pai, o irmão e o marido.  A história de Romola é descrita como uma crítica à opressão das mulheres pelos homens, e que regularmente encontravam-se em conflitos de busca pelas suas identidades em uma sociedade patriarcal. A felicidade de Romola só é ser alcançada quando ela decide alcançar a realização pessoal por meio de suas próprias ações, sem se preocupar com os papéis de gênero idealizados na época.